# (405207) Konstanz
Ne doit pas être confondu avec (315) Constantia ou (117852) Constance.
(405207) Konstanz est un astéroïde de la ceinture principale.

## Description
(405207) Konstanz est un astéroïde de la ceinture principale. Il fut découvert le 24 mai 2003 à l'observatoire Kleť par le projet KLENOT. Il présente une orbite caractérisée par un demi-grand axe de 3,07 UA, une excentricité de 0,35 et une inclinaison de 24,4° par rapport à l'écliptique.

## Compléments